# Magyarország a 2008. évi nyári paralimpiai játékokon
Magyarország a kínai Pekingben megrendezett 2008. évi nyári paralimpiai játékok egyik részt vevő nemzete volt. Az ország a játékokon 10 sportágban 33 sportolóval képviseltette magát, akik összesen 6 érmet szereztek, amellyel az éremtáblázaton a 49. helyen végzett.

## Érmesek
| Érem  | Versenyző       | Sportág | Versenyszám                    |
| ----- | --------------- | ------- | ------------------------------ |
| Arany | Sors Tamás      | Úszás   | Férfi 100 m pillangóúszás - S9 |
| Bronz | Sors Tamás      | Úszás   | Férfi 400 m gyorsúszás - S9    |
| Bronz | Sors Tamás      | Úszás   | Férfi 100 m gyorsúszás - S9    |
| Bronz | Ráczkó Gitta    | Úszás   | Női 100 m mellúszás - SB5      |
| Bronz | Vereczkei Zsolt | Úszás   | Férfi 50 m hátúszás - S5       |
| Bronz | Szekeres Pál    | Vívás   | Férfi tőr - B kategória        |

## Eredmények

### Úszás
- Baka Dorottya – 100 méteres hátúszásban 1 perc 40,14 másodperces idejével összesítésben a kilencedik helyen zárt, így nem jutott a döntőbe.
- Becsey János – előfutamából 5. helyen jutott tovább és 1 perc 9,20 másodperces időeredménnyel a nyolcadik helyen végzett a 100 méter gyorsúszás döntőjében. A 200 méteres vegyesúszásban szintén döntőbe jutott és nyolcadik helyen végzett, de utólag szabálytalan forduló miatt kizárták.
- Bencsura Zoltán – 50 méter pillangón nem jutott döntőbe, kilencedikként végzett.
- Csuri Ferenc – 100 méteres pillangó úszásban (8-as kategória) hetedik helyen, 200 m vegyesúszásban pedig a 10. helyen végzett.
- Engelhardt Katalin –  100 m gyorson  9. lett. A 100 méteres mellúszás  döntőjébe a 7. helyen került be a döntőbe, ahol szintén hetedikként végzett, 2 perc 09,62 másodperces idővel.
- Illés Fanni – 200 méter vegyesen  13. lett. A 100 méteres mellúszás döntőjébe a 8. helyen került be a döntőbe, ahol 2 perc 07,52 másodperces idővel a nyolcadik helyen végzett.
- Kovács Ervin – 50 méter hátúszásban, 40,61 másodperces eredménnyel negyedik helyen, az 50 méteres pillangó számában 39,33 másodperces eredménnyel szintén a 4. helyen végzett. A 200 méteres vegyesúszás döntőjében 3 perc 12,02 másodperces idővel újra negyedik lett. A 100 métere mellúszás döntőjébe negyedik helyen került be, ahol ismét a negyedik helyre tett szert, 1 perc 44,12 másodperccel.
- Ráczkó Gitta – 200 méter vegyesúszásan nyolcadik helyen végzett. A 100 méteres mellúszás döntőjébe az 5. helyen került be, ahol bronzérmet úszott, 1 perc 54,49 másodperccel. Az 50 méteres pillangóúszásban nem jutott döntőbe, kilencedikként végzett.
- Sors Tamás – a 100 méter pillangó 9-es kategóriájú döntőjébe 59,38 másodperces idővel került be, majd ezt tovább javítva világcsúccsal (59,34) aranyérmes,[2] 100 méter gyorson pedig a harmadik helyet szerezte meg. A 200 méteres vegyesúszás előfutamából 2 perc 22,98 másodperces 3. legjobb idővel jutott a döntőbe, ahol, 2 perc 21,42-es időeredménnyel a negyedik helyen végzett.[3] 400 gyorson a negyedik helyen került a döntőbe, ahol újra bronzérmet szerzett, 4 perc 20,26 másodperces idővel.
- Vereczkei Zsolt – 50 méter hátúszás előfutamából másodikként jutott tovább 40,50 másodperccel, a döntőben harmadik lett 38,78  másodperces eredménnyel
- Zámbó Diána – 50 méteres hátúszás döntőjében 52,04 másodperces eredménnyel hatodik helyet szerezte meg

### Asztalitenisz
- Bereczki Dezső – első mérkőzésén a nigériai Tajudeen Agunbiade verte 3-1-re. Ezután a cseh Ivan Karabecet verte 1-3-ra. A negyeddöntőben a holland Gerben Lasttól kapott ki 3-0-ra.
- Zborai Gyula – először a francia Jeremy Rousseau-tól kapott ki 3-2-re, ezután 3-0-ra kikapott a kínai Ke Jangtól.
- Csonka András – első csoportmérkőzésén 3:0-s vereséget szenvedett a kínai Csen Gangtól. Ezután a belga Nico Vergeylen verte 3-0-ra, majd a lengyel Marcin Skrzynecki felett aratott 3-1-es győzelmet, de ez sem volt elég a tovább jutáshoz.

### Bocsa
- Béres Dezső – Első mérkőzésén, a cseh Ladislav Kratina-t verte 9-1-re. Második mérkőzésén a hongkongi Wai Yan Vivian Lautól kapott ki 3-2-re, ezután a spanyol Jose Maria Dueso verte 7-6-ra, így nem jutott tovább.
- Gyurkota József – Első mérkőzésén, a brazil Dirceu Pinto verte 4-1-re. Második mérkőzésén a portugál Fernando Pereirától kapott ki 5-0-ra, ezután a szintén portugál Bruno Valentim verte 7-2-re, így nem jutott tovább.

A Béres-Gyurkota páros először a brazil Dirceu Pinto-Eliseu Santos kettőstől kapott ki 2-6-ra, majd a szlovák Robert Durkovic és a Martin Streharsky alkotta párostól szenvedett 4-5-ös vereséget. Nem jutottak az elődöntőbe. Harmadik csoportmérkőzésüket is elveszítették; a spanyol Maria Desamparados Baixauli-José Maria Dueso kettőstől szenvedtek vereséget 6-4-re. Összesítésben a hetedik helyen végeztek.

### Cselgáncs
- Vincze Gábor – 81 kg-os súlycsoportban indult, a legjobb négy közé jutásért a címvédő és világbajnok francia Cyril Jonard-ral küzdött de iponnal kikapott, a vigaszágon az iráni Sakir Hasszán kokával győzte le, így összesítésben a hetedik helyen végzett
- Papp Gábor –  plusz 100 kg-ban indult, a nyolc közé jutásért iponnal győzte le az orosz Alekszandar Parasjukot, majd a negyeddöntőben a görög Teoklitosz Papahrisztoszt is iponnal verte meg. A fináléba kerülésért a kínai Vang Szonggal találkozott, Papp végig vezetett, de a mérkőzés vége előtt röviddel a kínai iponnal legyőzte.  A bronzmeccsen szintén iponnal vesztett a francia Julien Taurines ellen és ötödik lett.
- Szabó Nikolett – a 70 kg-os súlycsoportban indult, első mérkőzésén vereséget szenvedett a holland Sanneke Vermeulentől, utána a vigaszágon iponnal legyőzte az amerikai Jordan Moutont, a harmadik helyért az orosz Tatjana Szavosztyanovával küzdött, de iponnal kikapott és az ötödik helyen végzett

### Erőemelés
- Sas Sándor
- Szávai Csaba

### Evezés
- Serényi Tibor – futamában az 5. helyen végzett, ezért a reményfutamban folytatta a versenyzést, ahol negyedikként ért célba, ezzel összesítésben 10.-ként végzett.

### Sportlövészet
- Gurisatti Gyula – 10 méteres sportpisztolyban a 25. helyet, 25 m-esben a 19. helyet, 50 méteres szabadpisztolyban a 21. helyet szerezte meg.

### Tenisz
- Farkas László – egyesben holland ellenfelétől, Maikel Schefferstől 6:3, 6:4 arányban kapott ki
- Prohászka Csaba – szintén egyesben a spanyol Francesc Turtól kapott ki 6:1, 6:1-re

Párosban a 16 közé jutásért folytatott meccsen 6:2, 6:2-re kikaptak a spanyol Frances Tur, Alvaro Illobre kettőstől, így kiestek.

### Vitorlázás
- Pegán Zoltán

### Vívás
- Krajnyák Zsuzsanna
- Dani Gyöngyi
- Juhász Veronika
- Pálfi Judit – a megnyitó ünnepségen ő vitte a magyar zászlót
- Szekeres Pál
- Mató Gyula
- Horváth Gábor